# Samanta Stiefel
Samanta Stiefel (* 15. Oktober 1990 als Samanta Bickel) ist eine Schweizer Unihockeyspielerin. Sie stand zuletzt beim Nationalliga-A-Vertreter UH Red Lions Frauenfeld unter Vertrag.

## Karriere
Bickel begann ihre Karriere beim UHC Dietlikon. Dort kam sie 2010 erstmals für die erste Mannschaft zum Einsatz. 2011 wurde die Stürmerin in das Kader der ersten Mannschaft integriert. In ihrer ersten Saison gelangen ihr ein Tor und zwei Assists.
Nach drei Saisons bei Dietlikon wechselte sie 2013 zu Unihockey Red Lions Frauenfeld, in die Nationalliga B. Mit Frauenfeld stieg sie 2015 in die Nationalliga A auf. Am 8. Mai 2017 gab der Verein bekannt, dass Bickel weiterhin für die Red Lions auflaufen wird. 2018 beendete Bickel ihre Karriere.